# الانتخابات الرئاسية الكورية الجنوبية 1971
الانتخابات الرئاسية الكورية الجنوبية 1971 هي انتخابات رئاسية ‏ جرت في 27 أبريل 1971، في كوريا الجنوبية، لانتخاب رئيس كوريا الجنوبية.
فاز بالانتخابات باك تشونغ هي، وقد بلغت عدد الإصوات المشاركة في الانتخابات 12,417,824 صوتاً.

## المرشحين
| المرشح        | الحزب | عدد الأصوات | عدد المقاعد |
| ------------- | ----- | ----------- | ----------- |
|               |       | 6,342,828   |             |
| كم داي جنغ    |       | 5,395,900   |             |
| Jin Bok-ki ‏   |       | 122,914     |             |
| Park Ki-chul ‏ |       | 43,753      |             |